# Barbe bleue (film, 2009)
Pour les articles homonymes, voir Barbe-Bleue (homonymie).
Pour plus de détails, voir Fiche technique et Distribution.
Barbe bleue est un film français de fantasy de Catherine Breillat sorti en 2009, adaptation de la célèbre histoire de La Barbe bleue de Charles Perrault.
Le film a été présenté dans de nombreux festivals,.

## Synopsis
Le père de Marie-Catherine et de sa sœur Anne étant mort ruiné, elles se rendent chez le terrible Barbe bleue, qui est à la recherche d'une nouvelle épouse.

## Fiche technique
- Réalisation : Catherine Breillat
- Scénario : Catherine Breillat
- Montage : Pascale Chavance
- Photographie : Vilko Filač
- Décors : Olivier Jacquet
- Musique : Stéphane Brunclair
- Société de distribution : Flach Film
- Format :  couleur (Technicolor) — 35 mm — 1,85:1 — son stéréo
- Genre : fantasy
- Durée: 80 minutes
- Dates de sortie :
  - France : 18 septembre 2009
  - États-Unis : 24 avril 2009

## Distribution
- Dominique Thomas : Barbe bleue
- Lola Créton : Marie-Catherine
- Daphné Baiwir : Anne
- Lola Giovannetti : Marie-Anne
- Farida Khelfa : 	La mère supérieure